# Edenhope
Edenhope är en ort i Australien. Den ligger i kommunen West Wimmera och delstaten Victoria, omkring 330 kilometer väster om delstatshuvudstaden Melbourne. Edenhope ligger 164 meter över havet och antalet invånare är 783. Den ligger vid sjön Lake Wallace.
Trakten runt Edenhope är nära nog obefolkad, med mindre än två invånare per kvadratkilometer.. 
Trakten runt Edenhope består till största delen av jordbruksmark. Genomsnittlig årsnederbörd är 753 millimeter. Den regnigaste månaden är juli, med i genomsnitt 126 mm nederbörd, och den torraste är februari, med 19 mm nederbörd.